# Estructura electrónica de átomos confinados
Estructura electrónica de átomos confinados trata sobre el comportamiento de los electrones de un átomo que se encuentra restringido dentro de una región del espacio. Las configuraciones electrónicas que aprendemos desde nuestra educación básica se ven modificadas cuando los átomos se encuentran sometidos a confinamientos espaciales, los cuales no permiten el libre movimiento de los electrones y consecuentemente su arreglo dentro del átomo se ve afectado. Mientras el confinamiento espacial de átomos es bien reconocido, su estudio no es nada sencillo ya que el interés se centra en estudiar los electrones del átomo y por lo tanto una mezcla con electrones del medio, que impone el confinamiento, no es deseado. Por lo tanto, existen modelos para simular el medio de confinamiento y estudiar exclusivamente los electrones asociados al átomo de interés.

## Ecuación de Schrödinger de átomos confinados
Naturalmente, como se está interesado en la estructura electrónica de un átomo entonces es necesario recurrir a la ecuación de Schrödinger

{\displaystyle {\hat {H}}\Psi =E\Psi ,}

donde el operador hamiltoniano, en unidades atómicas, tiene la forma

{\displaystyle {\hat {H}}=\sum _{i=1}^{N}\left(-{\frac {1}{2}}\nabla _{i}^{2}-{\frac {Z}{r_{i}}}\right)+\sum _{i=1}^{N}\sum _{j>i}^{N}{\frac {1}{r_{ij}}}+\upsilon _{R}({\vec {r}}).}

En esta ecuación, N representa el número de electrones, Z el número atómico del átomo. Se está suponiendo que el núcleo del átomo está centrado en el origen de coordenadas. La distancia entre cada par de electrones está representada por rij. El confinamiento está representado por el potencial {\displaystyle \upsilon _{R}}

## El átomo de hidrógeno como sistema de referencia
El átomo de hidrógeno confinado espacialmente fue el primer sistema donde la ecuación de Schrödinger fue aplicada. La idea del confinamiento fue simular altas presiones sobre este átomo ya que se piensa que es un sistema que puede exhibir metalización en condiciones extremas. Así la ecuación de Schrödinger toma la forma

{\displaystyle \left(-{\frac {1}{2}}\nabla ^{2}-{\frac {1}{r}}+\upsilon _{R}({\vec {r}})\right)\psi ({\vec {r}})=\epsilon \psi ({\vec {r}})}

Los primeros intentos para simular al átomo de hidrógeno bajo altas presiones consideró al potencial {\displaystyle \upsilon _{R}} como una esfera, donde está centrado el átomo, y cuyas paredes tienen un potencial infinito.,,,
Naturalmente, lo que encontraron estos estudios fue una estructura electrónica totalmente diferente a lo encontrado para el átomo libre. En particular, se encontraron cruces entre las energías orbitales a medida que el radio de confinamiento se ve reducido, en otras palabras, a medida que el átomo de hidrógeno es confinado sus niveles de energía se ven modificados. Jorge Garza, Rubicelia Vargas y Kalidas D. Sen diseñaron una aplicación didáctica para observar los cambios en las energías orbitales cuando el radio de la esfera del confinamiento se ve modificada.  En el 2020 Michael-Adán Martínez-Sánchez y colaboradores publicaron una forma de resolver analíticamente el átomo de hidrógeno bajo diferentes confinamientos, siendo una referencia importante para el tratamiento analítico de este sistema.

## Átomos multielectrónicos
El caso de átomos con más de un electrón es realmente complicado porque aparece lo que se conoce como problema de muchos cuerpos, el cual no ha sido resuelto de manera analítica en la mecánica cuántica, incluso en la mecánica clásica. Por este motivo se han dado muchas aproximaciones para estudiar la estructura electrónica de átomos confinados.

### El átomo de helio confinado como caballo de batalla
El hamiltoniano del átomo de helio tiene la forma

{\displaystyle {\hat {H}}=\sum _{i=1}^{2}\left(-{\frac {1}{2}}\nabla _{i}^{2}-{\frac {Z}{r_{i}}}\right)+{\frac {1}{r_{12}}}+\upsilon _{R}({\vec {r}}).}

Aun cuando es un sistema que consta de dos electrones, es un sistema atractivo para generar varias aproximaciones a la función de onda porque ya tiene explícitamente la interacción electrón-electrón.
El confinamiento por paredes impenetrables es uno de los confinamientos más comunes impuestos sobre el átomo de helio. Este confinamiento impone una restricción sobre la función de onda ya que se debe de cancelar sobre la superficie de la esfera. Para encontrar la densidad electrónica de este sistema, se han utilizado técnicas basadas en la función de onda,, y en la teoría de funcionales de la densidad. El átomo de helio confinado ha servido como referencia para nuevas propuestas en la solución de la ecuación de la ecuación de Schrödinger.
Además del confinamiento por paredes impenetrables el átomo de helio ha permitido aplicar metodologías para simular el confinamiento por paredes penetrables, Para átomos de muchos electrones confinados por paredes penetrables se han diseñado códigos para resolver las ecuaciones de Hartree-Fock y de Kohn-Sham.,